# Farsman I. od Iberije
Farsman I. (gruz. ფარსმან I; umro 58.), iz dinastije Farnavazida, bio je kralj Iberije od 1. do svoje smrti 58. godine. Farsman igra važnu ulogu u Tacitovom izvještaju o politici i kampanjama u istočnom Rimskom Carstvu pod Tiberijem, Kaligulom, Klaudijem i Neronom. Prema Kirilu Tumanovu, Farman je bio čaln treće dinastije Farnavazida. Farsman Je spomenut na Vespazijanovoj steli. Za vrijeme njegove vladavine, Iberija je pretvorena u zakavkasko carstvo, koja će dominirati nad Armenijom i Albanijom.

## Život
Njegova brata Mitridata, kao saveznika Rima, rimski car Tiberije, koji je napao Armeniju 35. godine, bio je postavio za kralja Armenije. Kad je partski princ Orod, sin Artabana II. pokušao potjerati Mitridata iz svog novostečenog kraljevstva, Farsman je poveo iberijsku vojsku i pobijedio Parte (Tacit, Anali, vi, 32. – 35.) Farsman je osobno zdrobio Orodovu kacigu jednim udarcem. Orod je odjurio u galopu, a glasine o njegovoj smrti demoralizirale su Parte.
Oko 52. godine, Farsman je potaknuo svog sina Radamista da pođe u rat protiv svog strica Mitridata. Nakon kratke vladavine, Parti su protjerali Radamista 55. godine, a on se sklonio kod oca. Rimljani su izrazili nezadovoljstvo postupcima Radamista, a kako bi ih zadovoljio, Farsman ga je dao pogubiti. Farsmana je, očito, naslijedio Mitridat I.

## Obitelj
Nepoznatog datuma, Farsman se oženio neimenovanom aremnskom princezom iz dinastije Artaksida. Bila je kći armenskog monarha Tigrana IV. i njegove sestre-supruge Erato. Farsman je snjom imao tri sina: Mitridata I., Radamista i Amanzaspa, koji je poznat iz Amazaspovog epigrama, pronađenog u Rimu.

## Dvovlašće
Gruzijski povjesničar, Tumanov, Farsmana poistovjećuje s Aderkijem (sinom Kartama, usvojenog sina Farnavaza II.) iz srednjovjekovnih gruzijskih kronika, za čije se vladavine pojavljuju prve kršćanske zajednice u Iberiji i putovanje Židova iz Mchete u Jeruzalem, odakle su svjedočili Isusovom raspeću u donijeli svetu tuniku u Iberiju. Prema gruzijskim kronikama, Aderkijeva podjela kraljevstva između njegova dva sina, Kartama i Bartoma, označila je početak dvovlašća u Iberiji koja će trajati pet generacija. Mnogi moderni znanstvenici, međutim, sumnjaju u postojanje dvovlašća, jer se suvremeni strani izvori pozivaju samo na jedinog monarha.